# 慾望城市
是美國HBO有綫電視網播放的喜劇類電視劇，本劇改編自坎蒂絲·布希奈兒的1997年同名書籍，於1998年6月6日首播，2004年2月22日結束，共六季94集。此影集獲得許多艾美獎和金球獎的獎項。
此影集描述居住於紐約市的四位女性所發生的故事，被認為是情景喜劇，但卻有連貫的劇情和劇情起伏。另外也處理社會相關的議題，通常是1990年代女性在社會上的議題，也呈現女性角色和定位的變換如何影響這四位女性。
此影集主要在紐約市的銀杯攝影棚（Silvercup Studios）拍攝，外景取景於曼哈頓。影集播畢後，也在其他電視頻道播出，如TBS、WGN、CW電視台和其他當地的電視台。然而，有些電視台會依需要修剪原來的片段，避免播出不適合全民觀賞的片段。雖然影集在2004年全部播畢，但它所造成的廣大迴響仍在持續發酵，後再集結原班人馬推出同名電影版本，目前已上映兩部，分別為2008年的《慾望城市1》和2010年的《慾望城市2》，還有一部由CW電視網播放的前傳電視劇《凱莉日記》（2013年–2014年）。
2021年1月11日，宣佈製作本劇的續作《慾望城市：華麗下半場》，也可視為是該劇第7季。4位主角除金·凱特羅外，莎拉·潔西卡·帕克、克莉絲汀·戴維斯和辛西雅·尼克森都將回歸演出。2021年6月將在紐約進行拍攝工作，同年12月6日完成全劇拍攝，12月9日將在HBO Max頻道首播，首播日釋出2集，該劇共有10集。

## 概述
此劇故事架構是根據坎蒂絲·布希奈兒（Candace Bushnell）所寫的一本同名書籍《慾望城市》（Sex and the City）為基底，此書是由她個人的報紙專欄的文章集撰而成，此劇描繪了纽约市曼哈頓的四名年近四十的女性好友尋找愛情，體驗大都會人生喜怒哀樂的故事。布希奈兒在許多訪談中表示，故事中的主角凱莉·布雷蕭是另一個她，當她在撰寫《慾望城市》時，她曾使用本名，但為求隱私權，而創造了凱莉·布雷蕭這個角色，一個跟她有相同職業的角色。
劇中主角凱莉為故事敘事者，敘說著她三位好友和自己周邊觀察到的事情（布希奈兒曾表示凱莉的好友是她的朋友的化身）。這幾位女性經常討論他們的性經驗，和他們事業與愛情的痛苦與艱難。此劇也大量呈現關於浪漫與情慾的話題，也專注在年過三十的單身女性的愛情觀。
隨著時間的推進，角色與劇情也跟著變化。起初是以每集30分鐘的情景喜劇的形式出現（沒有觀衆笑聲音軌），也根據原書的故事發展，其後慢慢脫離這種方法，並加入大量的肥皂劇元素。整體風格以及角色都已經大幅偏離了原作的設定，向不同的方向發展。第一季的每集都會放入路人對當集議題的想法的片段，主角凱莉也會時常跳脫當時情境，與觀眾對話，但這些拍攝手法到了第二季之後就淘汰了。當中，凱莉會質問劇中的劇情和想法，向觀眾詢問意見，有時米蘭達和夏綠蒂和其他小配角也會直接跟觀眾對話，這樣的手法在之後被換成以旁白的方式進行。
這齣電視劇和美國1970年代的《玛麗·泰勒·摩爾秀》（The Mary Tyler Moore Show）相彷，抓住了大都會女性的社會地位等社會相關議題。它建議女性觀眾“友誼是女人可以期待的最好依歸，而男人只不過是蛋糕上面的糖衣”，但最重要的是要在光怪陸離的現代大都市中學會如何發現自己、愛自己。
此劇敍事風格獨到，一方講述都市女性的生活，一方運用絢麗多姿的時尚、服飾、飲食、藝術等元素展現出曼哈頓豐富熱鬧的社會人文景觀。1998年一經播出便受到電視評論界廣泛好評，但因為過於渲染享樂主義和充斥大量的性話題、性場面受到了保守人士和宗教團體的猛烈抨擊。
此劇最為引人矚目的元素便是流行時尚。女主角穿的時髦衣服與鞋子（大部分是Jimmy Choo，Christian Dior和Manolo 
Blahnik這些名牌）讓她成為了許多時尚雜誌中的時尚偶像。劇集選擇在曼哈頓的各處時尚餐廳、酒吧、旅店、畫廊等實地拍攝，有些旅行團由此還推出了“《慾望城市》旅行團”，讓遊客專門在曼哈頓參觀享受劇中出現的各種場景。

## 角色概要

### 主角
| 角色          | 演員             | 敘述 |
| ------------- | ---------------- | --- |
| 凱莉·布雷蕭   | 莎拉·潔西卡·帕克 | 劇中主要的敘事者，專門撰寫關於性與愛的紐約報紙週專欄作家，每集的故事架構皆環繞在她撰寫報紙專欄時所冒出的想法。凱莉具有敏銳的時尚感（特別是鞋子），是紐約市的閃耀人物之一，經常是夜店、酒吧、餐廳的焦點人物，在第四季〈真我的風采〉（The Real Me）裡，她應邀參加紐約的時尚秀的走秀活動。她經常在家裡使用她的PowerBook電腦，撰寫關於不同感情觀的專欄，之後她得以將她的專欄集結成書，並接下Vogue雜誌和紐約雜誌作家的工作。凱莉對自己的居住環境感到相當驕傲，位在曼哈頓上東城。儘管曾有許多長期的男友，凱莉還是深愛著「大人物」，與他有相當複雜的感情關係。                                             |
| 莎曼珊·瓊斯   | 金·凱特羅        | 四位好友中，莎曼珊的年紀最大且性觀念最開放，是一名精明強幹事業有成的公關主管。優點就是對朋友相當忠誠，當凱莉表明她正與前已婚男友復合時（代表她背叛現任的男友），莎曼珊相當的支持，不對凱莉有任何的批評。她具有強烈的性慾望，視男人為玩物，但避免與男人有任何感情糾葛，單純的滿足自己的慾望，又或者在劇中因年齡設定的關係，因此從影集開始後她認真談的感情並不多。莎曼珊其迷人卻難以透徹的外表下，對愛情表示輕視，卻藏有敏銳且有愛心的一面。第六季時，她意外診斷出罹患癌症，雖面臨手術和化療的挑戰，但她都一一克服，這些經驗給了她對人生和愛情的新觀感，之後與男模特兒兼演員史密斯·傑洛穩定的在一起。 |
| 夏綠蒂·約克   | 克莉絲汀·戴維斯  | 一位藝術品交易評鑑人，富有學識教養，是位相信浪漫、相信愛情的傳統保守女性；相當重視心靈交流的愛情，反對以性愛為前提，總是在找尋她生命中的白馬王子。常常不能忍受好友莎曼珊的放蕩行徑，認為愛情必須依循一定的準則。儘管她保有傳統觀念，她在婚後發現性愛也是愛情中重要的一部分，便拋棄這樣的準則，也著實的讓她開放的朋友嚇了一跳。夏綠蒂從小到大的功課一直很好，大學主修藝術史，輔修金融學。 |
| 米蘭達·霍布斯 | 辛西雅·尼克森    | 一位以工作為中心的律師，畢業於哈佛法學院，經常用嘲諷的態度看待感情關係。是凱莉最好的朋友，常幫凱莉解決困難。前幾季裡，她被塑造成一個事業有成但對感情生活的不順利原因帶有社會批判看法的女性，但和劇中其他三位主角相比頻率較低，但實際上仍不定期會有短暫交往的對象。這樣的個性在後幾季裡逐漸消失，特別是她懷有史蒂夫·布萊迪的孩子之後。孩子（布萊迪·霍布斯）出生後，她顯得更加忙碌，但最後她終於找到如何兼顧工作且勝任單親媽媽的平衡點。 |

### 其他重要角色
| 角色                  | 演員                  | 出演           | 敘述 |
| --------------------- | --------------------- | -------------- | --- |
| 大人物                | 克里斯·諾斯           | 第1 - 6季 電影 | 是一個非常迷人、富有卻有點尖刻的男人，從事金融業。喜愛著凱莉，但從未給她承諾，造成兩人的分分合合。影集中，他曾與比凱莉年輕10歲的娜塔莎（Natasha）結婚，但是長期背著娜塔莎與凱莉的出軌，終究使得他的婚姻破裂，也使得凱莉和男友艾登（Aidan）的感情惡化。最後一集，他了解到他的生活不能沒有凱莉。他真正的名字到了最後才曝光，叫做「約翰·普雷斯頓」（John James Preston）。 |
| 史蒂夫·布萊迪         | 大衛·艾根柏           | 第2 - 6季 電影 | 他是米蘭達分分合合的男友，為酒吧酒保。在第四季時兩人有了小孩，在第六季結尾時娶了她。他是影集中少數情感豐富的男人，其酗酒的母親瑪莉·布萊迪（Mary Brady）也是常出現的角色。 |
| 史丹佛·布萊契         | 威利·嘉爾森           | 第1 - 6季 電影 | 經常被觀眾形容為影集的「第五個女人」，凱莉的好朋友，是一位同性戀，其對時尚的眼光跟凱莉一樣。他是唯一偶有劇情發展的配角，經常以同性戀的眼光發表對性愛的看法。在最後兩季，他與百老匯舞者馬克斯·艾登提（Marcus Adente）交往。 |
| 史密斯·傑若           | 傑生·路易斯           | 第6季 電影     | 他是莎曼珊在餐廳勾引的服務生，一開始莎曼珊只試著跟他保持性關係，但他卻逐漸對她著迷，兩人慢慢地開始交往。莎曼珊的公關技巧使得他的演藝生涯起步，介紹他模特兒的工作，並成為電影演員。他在莎曼珊對抗乳癌時，給予無微不至的照顧。 |
| 哈利·高登布萊特       | 伊凡·韓德勒           | 第5 - 6季 電影 | 是夏綠蒂與前夫崔·麥克道格離婚的律師，剛見面時就喜歡上她。夏綠蒂一開始很不欣賞他，只試著維持性關係，但逐漸地，兩人認定對方。在夏綠蒂改信猶太教，與他吵架分開一陣子後，兩人決定結婚，領養小孩。最後，他們得以領養一個中國來的女孩。 |
| 亞歷山大·彼得羅夫斯基 | 米哈伊爾·貝瑞許尼科夫 | 第6季          | 是一位有名的俄國藝術家，在最後一季時與凱莉交往，當他準備回巴黎辦展覽時，詢問凱莉是否隨行，幾個禮拜的思考後，凱莉同意了。在巴黎過了一段時間後，凱莉發現這不是她想要的生活，而且亞歷山大也一直以工作為重，無法時時刻刻關懷她，照顧她。 |

## 引用语
以下的引用语来自于一个宣传最后一季的特别电视节目，《欲望都市：再会》：
麥可·派翠克·金（执行制片人）「人们一开始会想，啊，这只是有关于性或者时尚的片子。过了几年后，人们开始想其实它真的是关于爱情和恋爱关系的，当然还有性以及一个寻找真爱—爱另一个人或者爱自己—的战场。」
莎拉·潔西卡·帕克「使这部剧作坚持六年的一个因素，也是必须的因素是心灵。」
辛西雅·尼克森「这些女人穿衣服从来不重样。」
戴维·艾根博格「她们在性上很诚实，她们在性的幽默上也很诚实。」
金·凯特罗「过去，单身意味着没有人想要你；现在则意味着你很性感，你在耐心决定如何过自己的生活和你的另外一半。」

## 集數列表
| 季別   | 集數 | 開始          | 結束           |
| ------ | ---- | ------------- | -------------- |
| 第一季 | 12   | 1998年6月6日  | 1998年8月23日  |
| 第二季 | 18   | 1999年6月6日  | 1999年10月3日  |
| 第三季 | 18   | 2000年6月4日  | 2000年10月15日 |
| 第四季 | 18   | 2001年6月3日  | 2002年2月10日  |
| 第五季 | 8    | 2002年7月21日 | 2002年9月8日   |
| 第六季 | 20   | 2003年6月22日 | 2004年2月22日  |

## 影響和批評
這個電視劇出現許多戲仿的作品，其中最有名的是主角全部換成男生來演的《異性慾望城市》（Opposite sex and the City （页面存档备份，存于））以及由MTV製作的《慾望母體》（Sex and the Matrix）。动画片《居家男人》也曾几次拿该剧开过玩笑。在其中一集中该剧被总结为“三个荡妇与她们的母亲的故事”（“So it's a show about three hookers and their mom?”）。
《今日美國》報紙曾將此劇評為美國電視史上10大轉折點之一：因為是在有綫收費電視網播出，所以不用過多考慮約束普通廣播電視臺的性、血腥、暴力和粗口等忌諱；此劇和《黑道家族》（《人在江湖》）一起衝破了原來的界限，大幅提高了美國觀众的承受能力。
也正因為如此，此劇受到的轟擊同樣猛烈。一些批評者認為劇中過分渲染享樂主義的生活觀，導致道德淪喪；有人還宣稱此劇其實就是披着膚淺劇情外衣的色情片。
另由於影集中部分女性主角其日常花費及生活，可能與設定角色職業的實際收入及遭遇狀況可能並不完全符合，更讓批評者對其宣揚的道德觀产生懷疑，另被質疑多少帶有美化或扁平單一化其各角色際遇的狀態。但因影集集數眾多，如不將焦點全數放置於女主角的階層觀點角度或花費等設定之上，實際上呈現的眾多人物或不同觀念及遭遇等等仍算全面。
此劇大打廣告，甚至打在高速公路的廣告牌上，讓很多中南部保守州的美國人感到十分不舒服。有一些人還發起運動抵制播放此劇的廣播電視臺，認為其對未成年人會造成不良影響。
有一些批評者抨擊此劇歪曲了女性的性觀念：由於幾位製片人和編劇大多都是男同志，這些批評者認為此劇並沒有反映出女性的真實性觀念，而是單純從男同志的角度出發替代女性。比如，劇中四位女性會聊起各自與男友的床笫問題，部分人士認為女性之間通常不會如此頻繁討論這個話題；但亦有人士認為只是一般生活中女性好友之間相互討論的問題包含中床笫經驗並不算奇特，只是帶入部分的性話題且許多只是已知許久的觀念或印象討論亦無特出並引起觀影者興趣落共鳴，如有共通亦不造成問題。
另也有批評者認為扣除前期較多的性討論，此劇對於感情觀念及伴侶選擇及討論，除劇中角色年齡設定及進入婚姻的時間較晚且在情感生活中遭遇的困難較多外，實際上雖對傳統或較為保守的社會觀念部分有所疑問但也無強烈反對，或者只是呈現不同的女性生活，且實際上並無特別驚世駭俗之處。
當然如凱莉與大人物仍堅持維持無生子意願的兩人生活等劇情鋪陳，雖仍有部分對傳統觀念的部份批判及質疑堅持，但因都會女性角色設定與實則片中呈現的形象仍多少具有落差，實則令開放或基進人士仍感到不滿的機率可能並不比令保守人士不舒服的機率低：諸如米蘭達放棄原本偏好維持個人空間的交往模式且對婚姻並無慾望，但在意外懷孕生子後後仍進入婚姻、夏綠蒂原本接受不孕進行領養的設定最後仍順利懷孕、凱莉能與年齡或相處觀念實則差異不小的大人物持續至最後並進入婚姻、莎曼莎則在影集尾端無特殊問題或合理心境轉變的與固定年輕男友分手並維持單身等結局，部分人士便會解讀為對部分保守壓力的妥協及安慰。
自然此類討論各自平問者想法眾多，又或者莎曼莎的單身是為了維持劇情開始時，堅持性重於愛且對隨意進入較為長久固定關係無特別喜好甚至排斥等較為極端，但鮮明的角色觀念設定。
也因此此劇的評論的面向不單在性觀念方面，亦會有對於其情感關係對象配對關係背後所傳達夾雜的想法相關討論。另外此劇在四人專業領域面向上的困難或討論著墨較少，且多以凱莉與莎曼莎為主，但夏綠蒂與米蘭達亦有。如劇中四人中最後能固定交往的長期對象，在經濟能力上無論男強女弱或女強男弱，似乎皆為具有一定明顯差距的組合，又或者易被是否帶有羅曼史型態。
在其他討論面向上或許連影集整體的主配角各自的社會地位及擇偶標準甚至是主配角不同的種族年齡性傾向外貌最後選擇的生活等等配置及生活型態觀念傳達，甚至婚姻的生活與否與工作上的成就甚至交友圈以及與原生家庭緊密程度是否必定相牴觸等，皆可成為討論換評論是否具有刻板印象又或者具有侷限等。但此劇的定位為喜劇或者無需深究，且不可否認此劇仍具有一定提供不同視野及對不同生活型態不過度加以批判且以較為開放包容之視角觀之的元素。
如同類型影集《慾望女人幫》Cashmere Mafia片中女性實則在經濟狀況及職場上更具指標性，性經驗討論較少但劇情更為犀利且具有女同志劇情，集數少好入手，服飾則相同華麗調性不同。
另劇中兩位固定出現原相互無交往意願，但最後結為連理的男同志角色，情感及性生活呈現似乎遠比四位女主角更為枯燥無趣，情感經驗中遭遇的問題則同樣多為外貌。

## 獲獎情況
《慾望城市》雖然飽受爭議，但在各大獎項上的成績卻十分出眾，尤其是連續三年獲得金球獎的電視類最佳喜劇，女主演莎拉·潔西卡·帕克在7年中也風光無限，獲得過所有重要獎項的最佳女主角。

## 獎項
| 年度 | 大獎       | 獎項                                     | 入圍者           | 結果 |
| ---- | ---------- | ---------------------------------------- | ---------------- | ---- |
| 2000 | 金球獎     | 電視類最佳喜劇、電視類喜劇最佳女演員     | 莎拉·潔西卡·帕克 | 獲獎 |
| 2001 | 艾美獎     | 最佳喜劇類劇集                           |                  | 獲獎 |
| 2001 | 金球獎     | 電視類最佳喜劇、電視類喜劇最佳女演員     | 莎拉·潔西卡·帕克 | 獲獎 |
| 2001 | 演員公會獎 | 電視類喜劇最佳女主角                     | 莎拉·潔西卡·帕克 | 獲獎 |
| 2002 | 艾美獎     | 喜劇類最佳選角、最佳服裝、喜劇類最佳導演 |                  | 獲獎 |
| 2002 | 金球獎     | 電視類最佳喜劇、電視類喜劇最佳女演員     | 莎拉·潔西卡·帕克 | 獲獎 |
| 2002 | 演員公會獎 | 電視類喜劇最佳演員團體                   |                  | 獲獎 |
| 2003 | 艾美獎     | 喜劇類最佳選角                           |                  | 獲獎 |
| 2003 | 金球獎     | 電視類最佳女配角                         | 金·凱特羅        | 獲獎 |
| 2004 | 艾美獎     | 喜劇類最佳女主角                         | 莎拉·潔西卡·帕克 | 獲獎 |
| 2004 | 艾美獎     | 喜劇類最佳女配角                         | 辛西雅·尼克森    | 獲獎 |
| 2004 | 金球獎     | 電視喜劇類最佳女演員                     | 莎拉·潔西卡·帕克 | 獲獎 |
| 2004 | 演員公會獎 | 電視類喜劇最佳演員團體                   |                  | 獲獎 |

## 其他版本
目前慾望城市在TBS與Citytv這些頻道上播放的版本有經過些微的更動。事實上製作人將所有場景都拍攝了另外一個版本，以使該劇日後能夠在比有線電視要求更嚴格的環境下播出。如此一來就不用在劇情中出現褻瀆或猥褻的話語時要進行消音了。

## 外部連結
- HBO慾望城市官方網站 （页面存档备份，存于）
- 互联网电影数据库（IMDb）上《慾望城市第一季》的资料（英文）
- 互联网电影数据库（IMDb）上《慾望城市第二季》的资料（英文）
- 互联网电影数据库（IMDb）上《慾望城市第三季》的资料（英文）
- 互联网电影数据库（IMDb）上《慾望城市第四季》的资料（英文）
- 互联网电影数据库（IMDb）上《慾望城市第五季》的资料（英文）
- 互联网电影数据库（IMDb）上《慾望城市第六季》的资料（英文）
- 慾望城市電影部落格 （页面存档备份，存于）
- 慾望城市原作專欄的文章 （页面存档备份，存于）
- 慾望城市電影拍攝地點 （页面存档备份，存于） @ Google Earth
- 香港無線電視珍珠台介紹網頁 （页面存档备份，存于）